# Porsche Cayman
Porsche Cayman er én af de mindste sportsvogne, som Porsche har lavet. Den er meget let, hvilket er resultatet af at fjerne dele i bilen, der vejer for meget, for eksempel radio og store sæder. Den bruges mest til racerløb og rally. Cayman er også det engelske ord for en lille krokodilleart, der hedder kaiman.